# Vlag van Melekeok

Vlag van Melekeok

De vlag van Melekeok heeft zes rode stralen met wit omlijnd op een blauw veld, met in het midden een witte schijf met een blauwe vogel. De zon geeft aan dat Melekeok naar het oosten is gericht, waar de zon opkomt. De zes zonnestralen staan voor de zes gehuchten van Melekeok. De vogel, de 'Paluaanse geldvogel' of Bai-ra-Irrai (een Siberische wulp), houdt Palauaans geld vast dat bekend staat als chelbucheb.